# Jeyhun Osmanli
Jeyhun Yunis oglu Osmanli (en azerí: Ceyhun Yunis oğlu Osmanlı; Bakú, 30 de enero de 1982) es una figura sociopolítica, investigadora y analista, diputado de la 4ª convocatoria del Asamblea Nacional de la República de Azerbaiyán, fundador y primer director de la Unión Pública "Ireli" (2005–2012), presidente del Movimiento Verde de Azerbaiyán, fundador y director de TLM - Centro de Iniciativas y Proyectos.

## Biografía
Jeyhun Osmanli nació el 30 de enero de 1982 en la ciudad de Bakú. Recibió educación secundaria en Bakú en 1989–1999 e ingresó a la Universidad Estatal de Bakú en 1999. En 2003 se graduó de bachillerato en ciencias políticas y en 2005 de maestría en la misma especialidad con honores. Jeyhun Osmanli ingresó al nivel de posgrado de la Universidad Estatal de Economía de Azerbaiyán en 2006 y recibió un doctorado en economía en 2015. Es profesor asociado.
Fue participante del programa por la Universidad de Varsovia, Universidad de Harvard, KTH Real Instituto de Tecnología (Suecia), EKT – Centro de Investigación y Consultoría Económica (Lituania), "EduCare Learning Ltd." (Gran Bretaña), Universidad de Middlesex (Gran Bretaña). En 2019, recibió el título de profesor honorario de la Escuela de Negocios de Montreux en Suiza. Ha sido ciudadano honorario de Texas desde abril de 2012.
Él conoce los idiomas: azerbaiyano, ruso, inglés y turco. Tiene tres hijos.

## Actividad social - carrera política
En 1999, Jeyhun Osmanli, quien inició actividades sociales desde sus años universitarios, fundó la Unión Pública "Voluntarios de Azerbaiyán". 
Fue presidente de esa asociación pública desde septiembre de 2000 hasta junio de 2006. En noviembre de 2002, Jeyhun Osmanli fue elegido miembro del Consejo Asesor y Comité de Programa de Asuntos de la Juventud del Consejo de Europa, y hasta noviembre de 2005 trabajó en esta institución, cuyo centro se encuentra en Estrasburgo. Durante estos años, Jeyhun participó en la adopción de decisiones de la Fundación de la Juventud Europea y pronunció conferencias sobre las actividades de la organización en diferentes países.
En 2004–2006, fue secretario general del Consejo Nacional de Organizaciones Juveniles de la República de Azerbaiyán, y en 2006–2009, fue presidente del Parlamento de la Juventud de Azerbaiyán, el primer Parlamento de la Juventud en el Cáucaso.
Jeyhun Osmanli fue uno de los cofundadores del movimiento juvenil "Ireli" en 2005. En 2008, cuando este movimiento se convirtió en sindicato público, fue elegido su presidente y estuvo al frente de este sindicato público hasta mayo de 2012. En 2009, fue elegido miembro del Consejo Estatal de Apoyo a las Organizaciones No Gubernamentales bajo la Presidencia de la República de Azerbaiyán.
En 2010, fue elegido diputado de la cuarta convocatoria del Asamblea Nacional (Milli Majlis) de la República de Azerbaiyán del primer distrito electoral de Sabirabad No. 63. 
Fue miembro del comité de relaciones internacionales y relaciones interparlamentarias del parlamento, así como de grupos de trabajo sobre relaciones con los parlamentos de Estonia, Jordania, Letonia y México.
Jeyhun Osmanli fue miembro de la delegación de Azerbaiyán de la Asamblea Parlamentaria "Euronest" en 2010–2015. Fue elegido miembro de la Junta Directiva de la Red Parlamentaria del Banco Mundial y el Fondo Monetario Internacional.
En 2017–2019, Jeyhun Osmanli fue vicerrector de la Universidad Odlar Yurdu, y en 2018–2019 participó en el proyecto "Establecimiento de centros de garantía de calidad en universidades de Azerbaiyán" y miembro de la junta directiva de" Escuela Británica en Bakú". En diciembre de 2019, fundó el Movimiento Verde (Movimiento Verde de Azerbaiyán). Es el fundador y director de TLM – Centro de Iniciativas y Proyectos.